# Mistrovství světa ve fotbale žen 2011
Mistrovství světa ve fotbale žen 2011 bylo šesté mistrovství pořádané fotbalovou asociací FIFA a konalo se od 26. června do 17. července 2011 v Německu, které bylo obhájcem titulu z mistrovství světa 2007 v Číně. Avšak titul neobhájilo, protože ve čtvrtfinále podlehlo Japonsku 0:1 po prodloužení. Turnaj se odehrával ve městech: Augsburg, Berlín, Bochum, Drážďany, Frankfurt nad Mohanem, Leverkusen, Mönchengladbach, Sinsheim a Wolfsburg. Vítězem se stala poprvé v historii japonská ženská fotbalová reprezentace.

## Kvalifikace
Hlavní článek: Kvalifikace na Mistrovství světa ve fotbale žen 2011
| - Afrika (CAF) - Nigérie - Rovníková Guinea - Asie (AFC) - Austrálie - Japonsko - Severní Korea - Severní, Střední Amerika a Karibik (CONCACAF) - Kanada - Mexiko - USA (vítěz mezikontinentální baráže) - Jižní Amerika (CONMEBOL) - Brazílie - Kolumbie |  | - Evropa (UEFA) - Anglie - Francie - Norsko - Švédsko - Oceánie (OFC) - Nový Zéland - Hostitel - Německo |

## Pořadatelské stadióny
| Augsburg          | Berlín                | Bochum              |
| ----------------- | --------------------- | ------------------- |
| Impuls Arena      | Olympic Stadium       | Vonovia Ruhrstadion |
| Kapacita: 24 661  | Kapacita: 73 067      | Kapacita: 20 556    |
|                   |                       |                     |
| Drážďany          | Frankfurt nad Mohanem | Leverkusen          |
| Glücksgas Stadium | Commerzbank-Arena     | BayArena            |
| Kapacita: 25 582  | Kapacita: 48 837      | Kapacita: 29 708    |
|                   |                       |                     |
| Mönchengladbach   | Sinsheim              | Wolfsburg           |
| Borussia Park     | Rhein-Neckar-Arena    | Volkswagen-Arena    |
| Kapacita: 45 860  | Kapacita: 25 515      | Kapacita: 26 062    |
|                   |                       |                     |

## Formát turnaje
Všech 16 kvalifikovaných týmů bylo rozlosováno do čtyř skupin po čtyřech, ve kterých se utkal každý s každým. První dva týmy z každé skupiny postoupily do čtvrtfinále play off.

## Základní skupiny
| Key to colours in Skupina tables | Key to colours in Skupina tables                          |
| -------------------------------- | --------------------------------------------------------- |
|                                  | První dva týmy z každé skupiny postoupily do čtvrtfinále. |

### Skupina A
| Tým     | Z | V | R | P | VG | IG | +/- | B |
| ------- | - | - | - | - | -- | -- | --- | - |
| Německo | 3 | 3 | 0 | 0 | 7  | 3  | +4  | 9 |
| Francie | 3 | 2 | 0 | 1 | 7  | 4  | +3  | 6 |
| Nigérie | 3 | 1 | 0 | 2 | 1  | 2  | −1  | 3 |
| Kanada  | 3 | 0 | 0 | 3 | 1  | 7  | −6  | 0 |

| 26. června 2011 15:00 |        |              |                                                                                  |
| Nigérie               | 0:1    | Francie      | Rhein-Neckar-Arena, Sinsheim diváci: 25 475 rozhodčí: Kari Seitz (United States) |
|                       | Report | Delieová 56' | Rhein-Neckar-Arena, Sinsheim diváci: 25 475 rozhodčí: Kari Seitz (United States) |

| 26. června 2011 18:00                     |        |                 |                                                                                 |
| Německo                                   | 2:1    | Kanada          | Olympijský stadion, Berlin diváci: 73 680 rozhodčí: Jacqui Melksham (Australia) |
| Garefrekesová 10' Okoyino da Mbabiová 42' | Report | Sinclairová 82' | Olympijský stadion, Berlin diváci: 73 680 rozhodčí: Jacqui Melksham (Australia) |

| 30. června 2011 18:00 |        |                                               |                                                                            |
| Kanada                | 0:4    | Francie                                       | Vonovia Ruhrstadion, Bochum diváci: 16 591 rozhodčí: Etsuko Fukano (Japan) |
|                       | Report | Thineyová 24', 60' Abilyová 66' Thomisová 83' | Vonovia Ruhrstadion, Bochum diváci: 16 591 rozhodčí: Etsuko Fukano (Japan) |

| 30. června 2011 20:45 |        |         |                                                                                                |
| Německo               | 1:0    | Nigérie | Commerzbank-Arena, Frankfurt nad Mohanem diváci: 48 817 rozhodčí: Cha Sung Mi (Korea Republic) |
| Laudehrová 54'        | Report |         | Commerzbank-Arena, Frankfurt nad Mohanem diváci: 48 817 rozhodčí: Cha Sung Mi (Korea Republic) |

| 5. července 2011 20:45      |        |                                                                     |                                                                                   |
| Francie                     | 2:4    | Německo                                                             | Borussia Park, Mönchengladbach diváci: 45 867 rozhodčí: Kirsi Heikkinen (Finland) |
| Delieová 56' Georgesová 72' | Report | Garefrekesová 25' Gringsová 32', 68' (pen.) Okoyino da Mbabiová 88' | Borussia Park, Mönchengladbach diváci: 45 867 rozhodčí: Kirsi Heikkinen (Finland) |

| 5. července 2011 20:45 |        |                |                                                                                |
| Kanada                 | 0:1    | Nigérie        | Rudolf-Harbig-Stadion, Dresden diváci: 13 638 rozhodčí: Finau Vulivuli (Fidži) |
|                        | Report | Nkwochaová 84' | Rudolf-Harbig-Stadion, Dresden diváci: 13 638 rozhodčí: Finau Vulivuli (Fidži) |

### Skupina B
| Tým         | Z | V | R | P | VG | IG | +/- | B |
| ----------- | - | - | - | - | -- | -- | --- | - |
| Anglie      | 3 | 2 | 1 | 0 | 5  | 2  | +3  | 7 |
| Japonsko    | 3 | 2 | 0 | 1 | 6  | 3  | +3  | 6 |
| Mexiko      | 3 | 0 | 2 | 1 | 3  | 7  | −4  | 2 |
| Nový Zéland | 3 | 0 | 1 | 2 | 4  | 6  | -2  | 1 |

| 27. června 2011 15:00        |        |              |                                                                                |
| Japonsko                     | 2:1    | Nový Zéland  | Vonovia Ruhrstadion, Bochum diváci: 12 538 rozhodčí: Kirsi Heikkinen (Finland) |
| Nagasatoová 6' Mijamaová 68' | Report | Hearnová 12' | Vonovia Ruhrstadion, Bochum diváci: 12 538 rozhodčí: Kirsi Heikkinen (Finland) |

| 27. června 2011 18:00 |        |                 |                                                                          |
| Mexiko                | 1:1    | Anglie          | Volkswagen-Arena, Wolfsburg diváci: 18 702 rozhodčí: Silvia Reyes (Peru) |
| Ocampová 33'          | Report | Williamsová 21' | Volkswagen-Arena, Wolfsburg diváci: 18 702 rozhodčí: Silvia Reyes (Peru) |

| 1. července 2011 15:00           |        |        |                                                                              |
| Japonsko                         | 4:0    | Mexiko | BayArena, Leverkusen diváci: 22 291 rozhodčí: Christina W. Pedersen (Norway) |
| Sawaová 13', 39', 80' Onoová 15' | Report |        | BayArena, Leverkusen diváci: 22 291 rozhodčí: Christina W. Pedersen (Norway) |

| 1. července 2011 18:15 |        |                              |                                                                                   |
| Nový Zéland            | 1:2    | Anglie                       | Rudolf-Harbig-Stadion, Dresden diváci: 19 110 rozhodčí: Therese Neguel (Cameroon) |
| Gregoriusová 18'       | Report | J. Scottová 63' Clarková 81' | Rudolf-Harbig-Stadion, Dresden diváci: 19 110 rozhodčí: Therese Neguel (Cameroon) |

| 5. července 2011 18:15       |        |          |                                                                             |
| Anglie                       | 2:0    | Japonsko | Impuls Arena, Augsburg diváci: 20 777 rozhodčí: Carol Anne Chenard (Canada) |
| E. Whitová 15' Yankeyová 66' | Report |          | Impuls Arena, Augsburg diváci: 20 777 rozhodčí: Carol Anne Chenard (Canada) |

| 5. července 2011 18:15          |        |                              |                                                                                |
| Nový Zéland                     | 2:2    | Mexiko                       | Rhein-Neckar-Arena, Sinsheim diváci: 20 451 rozhodčí: Jenny Palmqvist (Sweden) |
| Smithová 90' Wilkinsonová 90+4' | Report | Mayorová 2' Domínguezová 29' | Rhein-Neckar-Arena, Sinsheim diváci: 20 451 rozhodčí: Jenny Palmqvist (Sweden) |

### Skupina C
| Tým           | Z | V | R | P | VG | IG | +/- | B |
| ------------- | - | - | - | - | -- | -- | --- | - |
| Švédsko       | 3 | 3 | 0 | 0 | 4  | 1  | +3  | 9 |
| USA           | 3 | 2 | 0 | 1 | 6  | 2  | +4  | 6 |
| Severní Korea | 3 | 0 | 1 | 2 | 0  | 3  | −3  | 1 |
| Kolumbie      | 3 | 0 | 1 | 2 | 0  | 4  | −4  | 1 |

| 28. června 2011 15:00 |        |                  |                                                                           |
| Kolumbie              | 0:1    | Švédsko          | BayArena, Leverkusen diváci: 21 106 rozhodčí: Carol Anne Chenard (Canada) |
|                       | Report | Landströmová 57' | BayArena, Leverkusen diváci: 21 106 rozhodčí: Carol Anne Chenard (Canada) |

| 28. června 2011 18:15        |        |               |                                                                                     |
| USA                          | 2:0    | Severní Korea | Rudolf-Harbig-Stadion, Dresden diváci: 21 859 rozhodčí: Bibiana Steinhaus (Germany) |
| Cheneyová 54' Buehlerová 76' | Report |               | Rudolf-Harbig-Stadion, Dresden diváci: 21 859 rozhodčí: Bibiana Steinhaus (Germany) |

| 2. července 2011 14:00 |        |                  |                                                                            |
| Severní Korea          | 0:1    | Švédsko          | Impuls Arena, Augsburg diváci: 23 768 rozhodčí: Estela Álvarez (Argentina) |
|                        | Report | Dahlkvistová 64' | Impuls Arena, Augsburg diváci: 23 768 rozhodčí: Estela Álvarez (Argentina) |

| 2. července 2011 18:00                      |        |          |                                                                                       |
| USA                                         | 3:0    | Kolumbie | Rhein-Neckar-Arena, Sinsheim diváci: 25 475 rozhodčí: Dagmar Damková (Czech Republic) |
| O'Reillyová 12' Rapinoeová 50' Lloydová 57' | Report |          | Rhein-Neckar-Arena, Sinsheim diváci: 25 475 rozhodčí: Dagmar Damková (Czech Republic) |

| 6. července 2011 20:45                 |        |                |                                                                            |
| Švédsko                                | 2:1    | USA            | Volkswagen-Arena, Wolfsburg diváci: 23 468 rozhodčí: Etsuko Fukano (Japan) |
| Dahlkvistová 16' (pen.) Fischerová 35' | Report | Wambachová 67' | Volkswagen-Arena, Wolfsburg diváci: 23 468 rozhodčí: Etsuko Fukano (Japan) |

| 6. července 2011 20:45 |        |          |                                                                                    |
| Severní Korea          | 0:0    | Kolumbie | Vonovia Ruhrstadion, Bochum diváci: 7 805 rozhodčí: Christina W. Pedersen (Norway) |
|                        | Report |          | Vonovia Ruhrstadion, Bochum diváci: 7 805 rozhodčí: Christina W. Pedersen (Norway) |

### Skupina D
| Tým              | Z | V | R | P | VG | IG | +/- | B |
| ---------------- | - | - | - | - | -- | -- | --- | - |
| Brazílie         | 3 | 3 | 0 | 0 | 7  | 0  | +7  | 9 |
| Austrálie        | 3 | 2 | 0 | 1 | 5  | 4  | +1  | 6 |
| Norsko           | 3 | 1 | 0 | 2 | 2  | 5  | −3  | 3 |
| Rovníková Guinea | 3 | 0 | 0 | 3 | 2  | 7  | −5  | 0 |

| 29. června 2011 15:00 |        |                  |                                                                             |
| Norsko                | 1:0    | Rovníková Guinea | Impuls Arena, Augsburg diváci: 12 928 rozhodčí: Quetzalli Alvarado (Mexico) |
| Haaviová 84'          | Report |                  | Impuls Arena, Augsburg diváci: 12 928 rozhodčí: Quetzalli Alvarado (Mexico) |

| 29. června 2011 18:15 |        |           |                                                                                  |
| Brazílie              | 1:0    | Austrálie | Borussia Park, Mönchengladbach diváci: 27 258 rozhodčí: Jenny Palmqvist (Sweden) |
| Rosana 54'            | Report |           | Borussia Park, Mönchengladbach diváci: 27 258 rozhodčí: Jenny Palmqvist (Sweden) |

| 3. července 2011 14:00                         |        |                    |                                                                             |
| Austrálie                                      | 3:2    | Rovníková Guinea   | Vonovia Ruhrstadion, Bochum diváci: 15 640 rozhodčí: Gyöngyi Gaál (Hungary) |
| Khamisová 8' van Egmondová 48' De Vannaová 51' | Report | Añonmaová 21', 83' | Vonovia Ruhrstadion, Bochum diváci: 15 640 rozhodčí: Gyöngyi Gaál (Hungary) |

| 3. července 2011 18:15    |        |        |                                                                                 |
| Brazílie                  | 3:0    | Norsko | Volkswagen-Arena, Wolfsburg diváci: 26 067 rozhodčí: Kari Seitz (United States) |
| Marta 22', 48' Rosana 46' | Report |        | Volkswagen-Arena, Wolfsburg diváci: 26 067 rozhodčí: Kari Seitz (United States) |

| 6. července 2011 18:00 |        |                                       |                                                                                               |
| Rovníková Guinea       | 0:3    | Brazílie                              | Commerzbank-Arena, Frankfurt nad Mohanem diváci: 35 859 rozhodčí: Bibiana Steinhaus (Germany) |
|                        | Report | Érika 49' Cristiane 54', 90+3' (pen.) | Commerzbank-Arena, Frankfurt nad Mohanem diváci: 35 859 rozhodčí: Bibiana Steinhaus (Germany) |

| 6. července 2011 18:00 |        |                 |                                                                          |
| Austrálie              | 2:1    | Norsko          | BayArena, Leverkusen diváci: 18 474 rozhodčí: Estela Álvarez (Argentina) |
| Simonová 57', 87'      | Report | Thorsnesová 56' | BayArena, Leverkusen diváci: 18 474 rozhodčí: Estela Álvarez (Argentina) |

## Vyřazovací fáze
|  | Čtvrtfinále                   | Čtvrtfinále                         |                               |         | Semifinále  | Semifinále  |  |  | Finále                       | Finále |
|  |                               |                                     |                               |         |             |             |  |  |                              |        |
|  | 9. července 2011 — Wolfsburg  |                                     |                               |         |             |             |  |  |                              |        |
|  |                               |                                     |                               |         |             |             |  |  |                              |        |
|  | Německo                       | 0*                                  |                               |         |             |             |  |  |                              |        |
|  | Německo                       | 0*                                  | 13. července 2011 — Frankfurt |         |             |             |  |  |                              |        |
|  | Japonsko                      | 1*                                  |                               |         |             |             |  |  |                              |        |
|  | Japonsko                      | 1*                                  | Japonsko                      | 3       |             |             |  |  |                              |        |
|  | 10. července 2011 — Augsburg  |                                     | Japonsko                      | 3       |             |             |  |  |                              |        |
|  |                               | Švédsko                             | 1                             |         |             |             |  |  |                              |        |
|  | Švédsko                       | Švédsko                             | 1                             | 3       |             |             |  |  |                              |        |
|  | Švédsko                       |                                     | 17. července 2011 — Frankfurt | 3       |             |             |  |  |                              |        |
|  | Austrálie                     | 1                                   |                               |         |             |             |  |  |                              |        |
|  | Austrálie                     | 1                                   | Japonsko                      | 2 (3)** |             |             |  |  |                              |        |
|  | 9. července 2011 — Leverkusen |                                     | Japonsko                      | 2 (3)** |             |             |  |  |                              |        |
|  |                               | USA                                 | 2 (1)**                       |         |             |             |  |  |                              |        |
|  | Anglie                        | USA                                 | 2 (1)**                       | 1 (3)** |             |             |  |  |                              |        |
|  | Anglie                        | 13. července 2011 — Mönchengladbach |                               | 1 (3)** |             |             |  |  |                              |        |
|  | Francie                       | 1 (4)**                             |                               |         |             |             |  |  |                              |        |
|  | Francie                       | 1 (4)**                             | Francie                       | 1       | Třetí místo | Třetí místo |  |  |                              |        |
|  | 10. července 2011 — Drážďany  |                                     | Francie                       | 1       | Třetí místo | Třetí místo |  |  |                              |        |
|  |                               | USA                                 | 3                             |         |             |             |  |  |                              |        |
|  | Brazílie                      | USA                                 | 3                             | 2 (3)** | Švédsko     | 3           |  |  |                              |        |
|  | Brazílie                      |                                     |                               | 2 (3)** | Švédsko     | 3           |  |  |                              |        |
|  | USA                           | 2 (5)**                             |                               | Francie | 1           |             |  |  |                              |        |
|  | USA                           | 2 (5)**                             |                               |         | 1           |             |  |  |                              |        |
|  |                               |                                     |                               |         |             |             |  |  | 16. července 2011 — Sinsheim |        |
|  |                               |                                     |                               |         |             |             |  |  |                              |        |

 * po prodloužení
 ** po penaltových kopech 

### Čtvrtfinále
| 9. července 2011 18:00 |              |                  |                                                                        |
| Anglie                 | 1:1 (prodl.) | Francie          | BayArena, Leverkusen diváci: 26 395 rozhodčí: Jenny Palmqvist (Sweden) |
| J. Scottová 59'        | Report       | Bussagliaová 88' | BayArena, Leverkusen diváci: 26 395 rozhodčí: Jenny Palmqvist (Sweden) |

|                                                   |     | Penaltový rozstřel                                        |  |
| Smithová Carneyová Stoneyová Raffertyová Whiteová | 3:4 | Abilyová Bussagliaová Thineyová Bompastorová Le Sommerová |  |

| 9. července 2011 20:45 |              |                  |                                                                                  |
| Německo                | 0:1 (prodl.) | Japonsko         | Volkswagen-Arena, Wolfsburg diváci: 26 067 rozhodčí: Quetzalli Alvarado (Mexico) |
|                        | Report       | Marujamaová 108' | Volkswagen-Arena, Wolfsburg diváci: 26 067 rozhodčí: Quetzalli Alvarado (Mexico) |

| 10. července 2011 13:00                        |        |              |                                                                     |
| Švédsko                                        | 3:1    | Austrálie    | Impuls Arena, Augsburg diváci: 24 605 rozhodčí: Silvia Reyes (Peru) |
| Sjögranová 10' Dahlkvistová 16' Schelinová 52' | Report | Perryová 40' | Impuls Arena, Augsburg diváci: 24 605 rozhodčí: Silvia Reyes (Peru) |

| 10. července 2011 17:30 |              |                                   |                                                                                     |
| Brazílie                | 2:2 (prodl.) | USA                               | Rudolf-Harbig-Stadion, Dresden diváci: 25 598 rozhodčí: Jacqui Melksham (Australia) |
| Marta 68' (pen.), 92'   | Report       | Daiane 2' (vl.) Wambachová 120+2' | Rudolf-Harbig-Stadion, Dresden diváci: 25 598 rozhodčí: Jacqui Melksham (Australia) |

|                                   |     | Penaltový rozstřel                                |  |
| Cristiane Marta Daiane Francielle | 3:5 | Boxxová Lloydová Wambachová Rapinoeová Kriegerová |  |

### Semifinále
| 13. července 2011 18:00 |        |                                           |                                                                                   |
| Francie                 | 1:3    | USA                                       | Borussia Park, Mönchengladbach diváci: 25 676 rozhodčí: Kirsi Heikkinen (Finland) |
| Bompastorová 55'        | Report | Cheneyová 9' Wambachová 79' Morganová 82' | Borussia Park, Mönchengladbach diváci: 25 676 rozhodčí: Kirsi Heikkinen (Finland) |

| 13. července 2011 20:45          |        |               |                                                                                               |
| Japonsko                         | 3:1    | Švédsko       | Commerzbank-Arena, Frankfurt nad Mohanem diváci: 45 434 rozhodčí: Carol Anne Chenard (Canada) |
| Kawasumiová 19', 64' Sawaová 60' | Report | Öqvistová 10' | Commerzbank-Arena, Frankfurt nad Mohanem diváci: 45 434 rozhodčí: Carol Anne Chenard (Canada) |

### Utkání o třetí místo
| 16. července 2011 17:30           |        |               |                                                                             |
| Švédsko                           | 2:1    | Francie       | Prezero-Arena, Sinsheim diváci: 25 515 rozhodčí: Kari Seitz (United States) |
| Schelinová 29' Hammarströmová 82' | Report | Thomisová 56' | Prezero-Arena, Sinsheim diváci: 25 515 rozhodčí: Kari Seitz (United States) |

### Finále
| 17. července 2011 20:45    |              |                               |                                                                                               |
| Japonsko                   | 2:2 (prodl.) | USA                           | Commerzbank-Arena, Frankfurt nad Mohanem diváci: 48 817 rozhodčí: Bibiana Steinhaus (Germany) |
| Mijamaová 81' Sawaová 117' | Report       | Morganová 69' Wambachová 104' | Commerzbank-Arena, Frankfurt nad Mohanem diváci: 48 817 rozhodčí: Bibiana Steinhaus (Germany) |

|                                              |     | Penaltový rozstřel                   |  |
| Mijamaová Nagasatoová Sakagučiová Kumagaiová | 3:1 | Boxxová Lloydová Heathová Wambachová |  |

## Střelkyně branek
5 branek
- Homare Sawaová

4 branky
- Marta
- Abby Wambachová

3 branky
- Lisa Dahlkvistová

2 branky
- Kyah Simonová
- Cristiane
- Rosana
- Jill Scottová
- Genoveva Añonmaová
- Marie-Laure Delieová
- Gaëtane Thineyová
- Élodie Thomisová
- Kerstin Garefrekesová
- Inka Gringsová
- Célia Okoyino da Mbabiová
- Nahomi Kawasumiová
- Aja Mijamaová
- Lotta Schelinová
- Lauren Cheneyová
- Alex Morganová

1 branka
- Lisa De Vannaová
- Leena Khamisová
- Ellyse Perryová
- Emily van Egmondová
- Érika
- Christine Sinclairová
- Jessica Clarkeová
- Ellen Whiteová
- Fara Williamsová
- Rachel Yankeyová
- Camille Abilyová
- Sonia Bompastorová
- Élise Bussagliaová
- Laura Georgesová
- Simone Laudehrová
- Karina Marujamaová
- Juki Nagasatoová
- Šinobu Onoová
- Maribel Domínguezová
- Stephany Mayorová
- Mónica Ocampová
- Sarah Gregoriusová
- Amber Hearnová
- Rebecca Smithová
- Hannah Wilkinsonová
- Perpetua Nkwochaová
- Emilie Haaviová
- Elise Thorsnesová
- Nilla Fischerová
- Marie Hammarströmová
- Jessica Landströmová
- Josefine Öqvistová
- Therese Sjögranová
- Rachel Buehlerová
- Carli Lloydová
- Heather O'Reillyová
- Megan Rapinoeová

1 vlastní branka
- Daiane (v utkání proti USA)

## Vítěz
| Mistrovství světa ve fotbale žen 2011 Japonsko |